# 워싱턴 D.C.의 통계 지구

워싱턴 DC의 상징기

워싱턴 D.C.의 통계 지구(District of Columbia Statistical Area)는 워싱턴 DC에 있는 통계 지구이다. 단일 행정 구역이다 보니, 통계 지구 역시 매우 단순하다.

## 범례
| 범례      | 의미                                      |
| --------- | ----------------------------------------- |
|           | 펜실베이니아에 속하는 지역                |
|           | 메릴랜드에 속하는 지역                    |
|           | 버지니아에 속하는 지역                    |
|           | 웨스트버지니아에 속하는 지역              |
|           | 2개의 주 이상에 걸친 지역(워싱턴 DC 해당) |
| 초록 글씨 | 다른 주에 속하는 지역의 인구 수           |
| 파란 글씨 | 워싱턴 DC와 다른 주에 걸친 지역의 인구 수 |

## 배치도
| 복합 통계 지구              | 인구              | 핵심 기반 통계 지구             | 인구              | 군             | 인구      |
| --------------------------- | ----------------- | ------------------------------- | ----------------- | -------------- | --------- |
| 워싱턴-볼티모어-알링턴 지구 | 9,814,928 705,749 | 워싱턴-알링턴-알렉산드리아 지구 | 6,280,487 705,749 | 페어팩스       | 1,147,532 |
| 워싱턴-볼티모어-알링턴 지구 | 9,814,928 705,749 | 워싱턴-알링턴-알렉산드리아 지구 | 6,280,487 705,749 | 몽고메리       | 1,050,688 |
| 워싱턴-볼티모어-알링턴 지구 | 9,814,928 705,749 | 워싱턴-알링턴-알렉산드리아 지구 | 6,280,487 705,749 | 프린스조지스   | 909,327   |
| 워싱턴-볼티모어-알링턴 지구 | 9,814,928 705,749 | 워싱턴-알링턴-알렉산드리아 지구 | 6,280,487 705,749 | 워싱턴 DC      | 705,749   |
| 워싱턴-볼티모어-알링턴 지구 | 9,814,928 705,749 | 워싱턴-알링턴-알렉산드리아 지구 | 6,280,487 705,749 | 프린스윌리엄   | 470,335   |
| 워싱턴-볼티모어-알링턴 지구 | 9,814,928 705,749 | 워싱턴-알링턴-알렉산드리아 지구 | 6,280,487 705,749 | 라우던         | 413,538   |
| 워싱턴-볼티모어-알링턴 지구 | 9,814,928 705,749 | 워싱턴-알링턴-알렉산드리아 지구 | 6,280,487 705,749 | 프레더릭       | 259,547   |
| 워싱턴-볼티모어-알링턴 지구 | 9,814,928 705,749 | 워싱턴-알링턴-알렉산드리아 지구 | 6,280,487 705,749 | 알링턴         | 236,842   |
| 워싱턴-볼티모어-알링턴 지구 | 9,814,928 705,749 | 워싱턴-알링턴-알렉산드리아 지구 | 6,280,487 705,749 | 찰스           | 163,257   |
| 워싱턴-볼티모어-알링턴 지구 | 9,814,928 705,749 | 워싱턴-알링턴-알렉산드리아 지구 | 6,280,487 705,749 | 알렉산드리아   | 159,428   |
| 워싱턴-볼티모어-알링턴 지구 | 9,814,928 705,749 | 워싱턴-알링턴-알렉산드리아 지구 | 6,280,487 705,749 | 스태퍼드       | 152,882   |
| 워싱턴-볼티모어-알링턴 지구 | 9,814,928 705,749 | 워싱턴-알링턴-알렉산드리아 지구 | 6,280,487 705,749 | 스포칠베이니아 | 136,215   |
| 워싱턴-볼티모어-알링턴 지구 | 9,814,928 705,749 | 워싱턴-알링턴-알렉산드리아 지구 | 6,280,487 705,749 | 캘버트         | 92,525    |
| 워싱턴-볼티모어-알링턴 지구 | 9,814,928 705,749 | 워싱턴-알링턴-알렉산드리아 지구 | 6,280,487 705,749 | 포키어         | 71,222    |
| 워싱턴-볼티모어-알링턴 지구 | 9,814,928 705,749 | 워싱턴-알링턴-알렉산드리아 지구 | 6,280,487 705,749 | 제퍼슨         | 57,146    |
| 워싱턴-볼티모어-알링턴 지구 | 9,814,928 705,749 | 워싱턴-알링턴-알렉산드리아 지구 | 6,280,487 705,749 | 컬페퍼         | 52,605    |
| 워싱턴-볼티모어-알링턴 지구 | 9,814,928 705,749 | 워싱턴-알링턴-알렉산드리아 지구 | 6,280,487 705,749 | 머내서스       | 41,085    |
| 워싱턴-볼티모어-알링턴 지구 | 9,814,928 705,749 | 워싱턴-알링턴-알렉산드리아 지구 | 6,280,487 705,749 | 워런           | 40,164    |
| 워싱턴-볼티모어-알링턴 지구 | 9,814,928 705,749 | 워싱턴-알링턴-알렉산드리아 지구 | 6,280,487 705,749 | 프레더릭스버그 | 29,036    |
| 워싱턴-볼티모어-알링턴 지구 | 9,814,928 705,749 | 워싱턴-알링턴-알렉산드리아 지구 | 6,280,487 705,749 | 페어팩스       | 24,019    |
| 워싱턴-볼티모어-알링턴 지구 | 9,814,928 705,749 | 워싱턴-알링턴-알렉산드리아 지구 | 6,280,487 705,749 | 머내서스 파크  | 17,478    |
| 워싱턴-볼티모어-알링턴 지구 | 9,814,928 705,749 | 워싱턴-알링턴-알렉산드리아 지구 | 6,280,487 705,749 | 클라크         | 14,619    |
| 워싱턴-볼티모어-알링턴 지구 | 9,814,928 705,749 | 워싱턴-알링턴-알렉산드리아 지구 | 6,280,487 705,749 | 펄스처치       | 14,617    |
| 워싱턴-볼티모어-알링턴 지구 | 9,814,928 705,749 | 워싱턴-알링턴-알렉산드리아 지구 | 6,280,487 705,749 | 매디슨         | 13,261    |
| 워싱턴-볼티모어-알링턴 지구 | 9,814,928 705,749 | 워싱턴-알링턴-알렉산드리아 지구 | 6,280,487 705,749 | 래퍼핸녹       | 7,370     |
| 워싱턴-볼티모어-알링턴 지구 | 9,814,928 705,749 | 볼티모어-컬럼비아-타우선 지구   | 2,800,053         | 볼티모어       | 827,370   |
| 워싱턴-볼티모어-알링턴 지구 | 9,814,928 705,749 | 볼티모어-컬럼비아-타우선 지구   | 2,800,053         | 볼티모어       | 593,490   |
| 워싱턴-볼티모어-알링턴 지구 | 9,814,928 705,749 | 볼티모어-컬럼비아-타우선 지구   | 2,800,053         | 앤어런델       | 579,234   |
| 워싱턴-볼티모어-알링턴 지구 | 9,814,928 705,749 | 볼티모어-컬럼비아-타우선 지구   | 2,800,053         | 하워드         | 325,690   |
| 워싱턴-볼티모어-알링턴 지구 | 9,814,928 705,749 | 볼티모어-컬럼비아-타우선 지구   | 2,800,053         | 하퍼드         | 255,441   |
| 워싱턴-볼티모어-알링턴 지구 | 9,814,928 705,749 | 볼티모어-컬럼비아-타우선 지구   | 2,800,053         | 캐럴           | 168,447   |
| 워싱턴-볼티모어-알링턴 지구 | 9,814,928 705,749 | 볼티모어-컬럼비아-타우선 지구   | 2,800,053         | 퀸앤스         | 50,381    |
| 워싱턴-볼티모어-알링턴 지구 | 9,814,928 705,749 | 헤이거스타운-마틴즈버그 지구    | 288,104           | 워싱턴         | 151,049   |
| 워싱턴-볼티모어-알링턴 지구 | 9,814,928 705,749 | 헤이거스타운-마틴즈버그 지구    | 288,104           | 버클리         | 119,171   |
| 워싱턴-볼티모어-알링턴 지구 | 9,814,928 705,749 | 헤이거스타운-마틴즈버그 지구    | 288,104           | 모건           | 17,884    |
| 워싱턴-볼티모어-알링턴 지구 | 9,814,928 705,749 | 체임버스버그-웨인스보로 지구    | 155,027           | 프랭클린       | 155,027   |
| 워싱턴-볼티모어-알링턴 지구 | 9,814,928 705,749 | 윈체스터 지구                   | 140,566           | 프레더릭       | 89,313    |
| 워싱턴-볼티모어-알링턴 지구 | 9,814,928 705,749 | 윈체스터 지구                   | 140,566           | 윈체스터       | 28,078    |
| 워싱턴-볼티모어-알링턴 지구 | 9,814,928 705,749 | 윈체스터 지구                   | 140,566           | 햄프셔         | 23,175    |
| 워싱턴-볼티모어-알링턴 지구 | 9,814,928 705,749 | 캘리포니아-렉싱턴파크 지구      | 113,510           | 세인트메리스   | 113,510   |
| 워싱턴-볼티모어-알링턴 지구 | 9,814,928 705,749 | 이스턴 지구                     | 37,181            | 탤벗           | 36,968    |
| 워싱턴 DC                   | 워싱턴 DC         | 워싱턴 DC                       | 워싱턴 DC         | 워싱턴 DC      | 705,749   |

## 참고
- 인구 수는 2019년 기준이며 단위는 '명'이다.

## 같이 보기
- 대도시 통계 지구